# Saalmulleria
Saalmulleria is een geslacht van vlinders van de familie van de Metarbelidae. De wetenschappelijke naam en de beschrijving van dit geslacht werden voor het eerst in 1891 gepubliceerd door Paul Mabille. Dit geslacht is vernoemd naar Max Saalmüller die eind 19e eeuw onderzoek heeft verricht naar de vlinders van Madagaskar.
De soorten van dit geslacht komen voor in Madagaskar.

## Soorten
- Saalmulleria dubiefi Viette, 1974
- Saalmulleria stumpffi (Saalmüller, 1884)